# Even Jisra'el

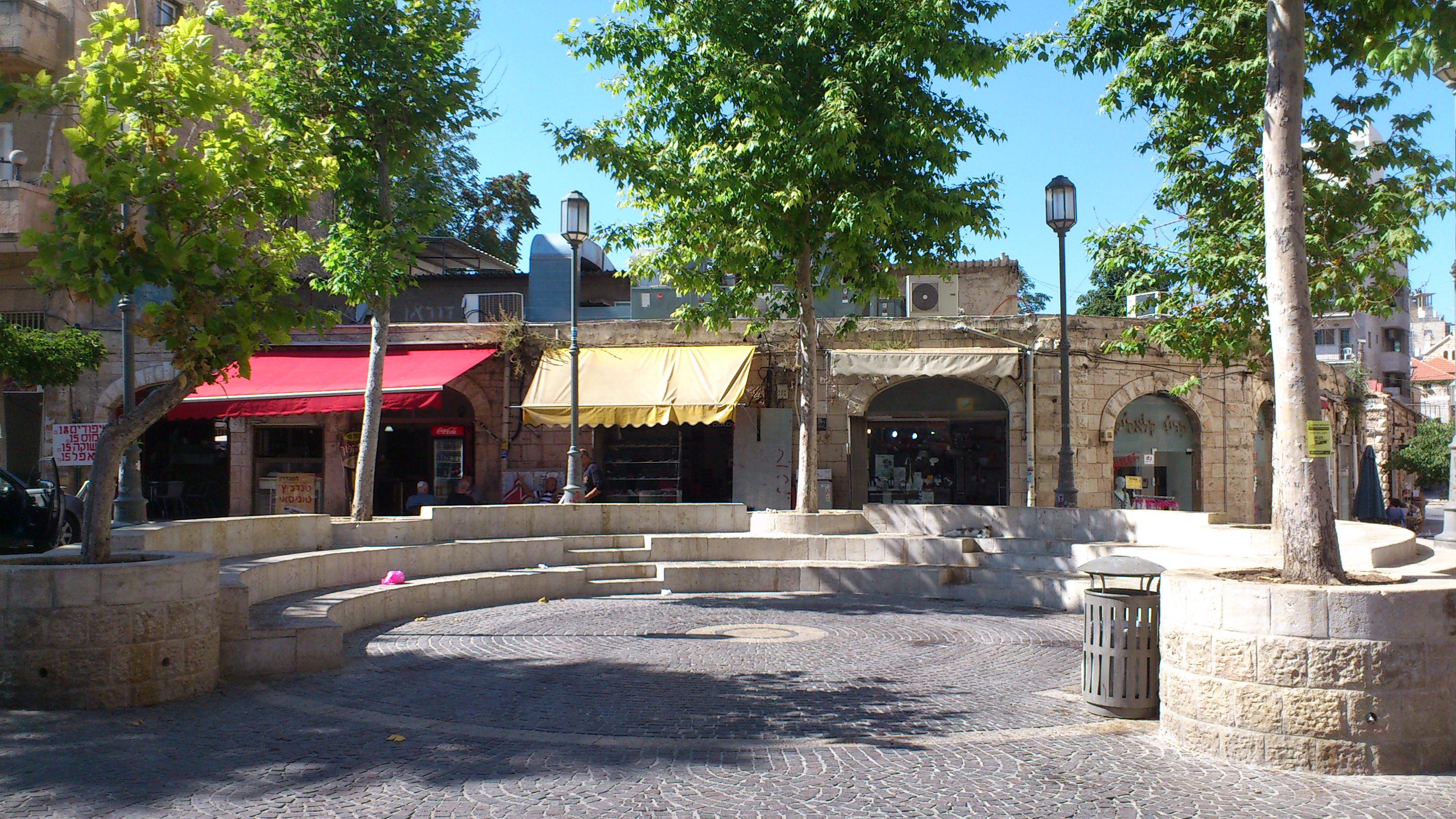

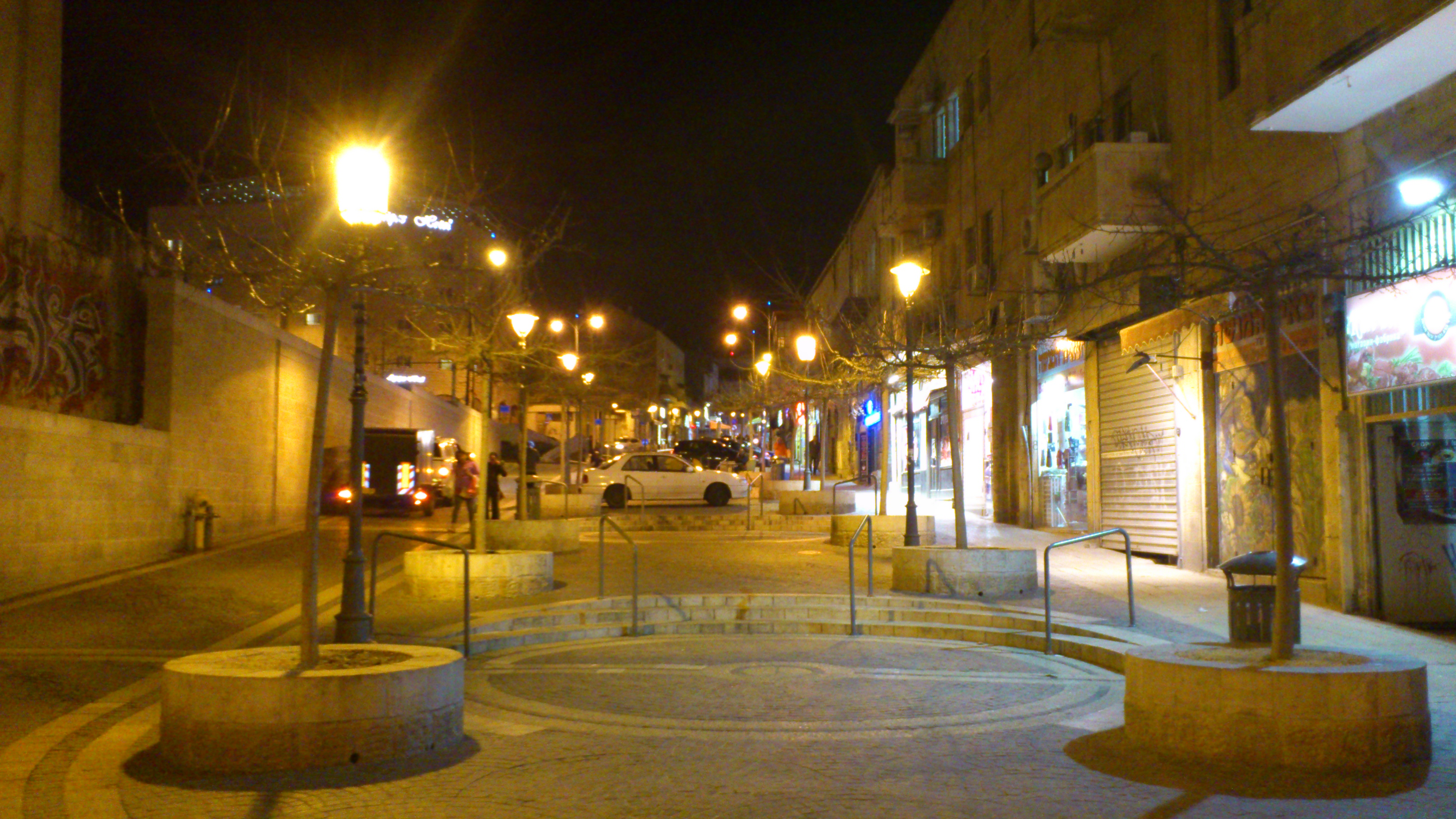

Even Jisra'el (hebrejsky: אבן ישראל, doslova Kámen Izraele) je městská čtvrť v centrální části Jeruzaléma v Izraeli.

## Geografie
Je součástí širšího zastavěného distriktu zvaného Lev ha-ir (Střed města), který zaujímá centrální oblast Západního Jeruzaléma. Leží v nadmořské výšce cca 800 metrů, cca 1,5 kilometru západně od Starého Města. Soustřeďuje se okolo ulice Rechov Agrippas a třídy Derech Jafo. Na západě sousedí s menšími obytnými soubory v rámci čtvrtě Nachla'ot. Populace čtvrti je židovská.

## Dějiny
Výstavba Even Jisra'el začala v roce 1875. Jde o jedno z nejstarších židovských předměstí, která tehdy vyrůstala v rámci hnutí Útěk z hradeb na předměstí Jeruzaléma. Finance na její zbudování poskytli soukromí sponzoři z řad Židů působích při synagoze CHurva v Starém Městě. Založení nové čtvrti mělo být podle nich krokem k uspíšení příchodu mesiáše. Tři ze zakladatelů se zároveň podíleli i na zřízení čtvrtě Nachalat Šiv'a. Byli jimi Josef Rivlin, Bejniš Salant a Arje Leib. Domy byly postaveny na půdorysu pravoúhlého nádvoří tak, aby obyvatelům byla zaručena bezpečnost. Na nádvoří byla společná studna, koupelna a obecní pec. Žilo tu 53 rodin, z čehož byl odvozen název čtvrti, protože v hebrejštině číslu 53 odpovídá slovo Even. Do roku 1916 vzrostl počet obyvatel na 152 rodin. V současnosti se mnoho zdejších domů proměnilo na obchody a restaurace. Hlavní ulice byla vyhlášena pěší zónou.